# Elizabeth Weir
Dr. Elizabeth Weir egy kitalált szereplő a Csillagkapu: Atlantisz című amerikai sci-fi sorozatban.

## Korai évei
Weir egy jól képzett, civil diplomata volt, aki több éven keresztül dolgozott a színfalak mögött az amerikai kormányzatnak. A nemzetközi politika egyik neves szakértője, az ENSZ jól ismert közvetítője volt. A közvetítésével egy tucat nemzetközi egyezmény született meg. A Georgetownon tanított politológiát, különböző követségeken dolgozott a világ minden táján és öt nyelven beszél, többek között oroszul és latinul is.
Az Atlantisz-expedíció vezetője politikai aktivistaként kezdte a karrierjét: a hadseregre költött rengeteg pénz folyósításának megszüntetését szerette volna elérni. Az amerikai elnök pont a hadsereggel kapcsolatos múltja miatt nevezte ki a Csillagkapu Parancsnokság vezetőjévé egy rövid időre.
Nagyon szoros kapcsolatban állt édesapjával. A tőle kapott zsebórát még Atlantiszra is elvitte. Édesanyjáról, Katherine Weirről nem sokat tudni: miközben a nanitok megfertőzték, feltűnt Elizabeth álmában, ebből arra lehet következtetni, hogy életben volt még akkor. Washington közelében élt jegyesével, Dr. Simon Wallace-szel.

## Szerepe a Csillagkapuban
Először a 7. évad 21. részében tűnik fel, amikor az akkori amerikai elnök, Henry Hayes Csillagkapu Parancsnokság élére nevezi ki George Hammond tábornok helyett. Hayes elmondta neki, hogy diplomáciai háttere, és a katonaságról alkotott véleménye miatt tökéletes a CSKP vezetésére. Egy barátságos arcú vezetőt keresett, hogy amikor – ha egyáltalán valaha is – nyilvánosságra kerül a program, megnyugtassa az embereket.
Robert Kinsey alelnök megpróbálta manipulálni saját céljai elérése érdekében. Az érkezése körülményei miatt a CSK-1 tagjai kezdetben bizalmatlanok voltak vele.
Jóváhagyta, hogy Jack O'Neill ezredes az Ősök Elveszett városának keresése érdekében a Proclarush Taonas bolygóra utazzon. Mivel ellenállt Kinsey alelnöknek, jó benyomást tett a CSKP személyzetére, és ekkor Dr. Daniel Jacksonnal való barátsága is elkezdett kialakulni.

## Szerepe a Csillagkapu: Atlantiszban
Ezután az antarktiszi Ős-bázisra küldték, ahol elkezdte szervezni a világ legjobb tudósaiból álló Atlantisz-expedíciót, és 2004-ben a Csillagkapun keresztül átléphetett a távoli Pegazus-galaxisba. Itt három éven keresztül vezette az expedíciót, míg végül az Asuran replikátorok egyik tagja, Niam, megfertőzte őt nanitokkal. Később a replikátorok támadása során ez az életét mentette meg, azonban amikor a Replikátorok anyabolygójára ment a csapattal, hogy ZPM-et szerezzenek, a többiek meneküléséért feláldozta magát, és nem jutott ki a bolygóról. Az expedíció számára nagy veszteség, eltűnését nehezen tudták feldolgozni.
Később a felemelkedést kutató renegát replikátorok megalkották egy másolatát, amely teljes egészében tartalmazta emlékeit, személyiségét, és teste is szerves anyagból volt, csak éppen nanitok hozták létre. Amikor ez a csoport megsemmisítette magát, és tudatát a szubtérbe sugározta, a másolat-Weir is velük tartott, de ez a fajta létezés kellemetlen volt (Weir migrénhez hasonlító érzésként jellemezte), így visszatértek Atlantiszra, ahol erőszakkal új replikátortesteket alkottak maguknak. Az atlantisziak egy új bolygót ígértek nekik, ehelyett a biztonsági kockázat miatt a csillagkapun át az űrbe küldték őket, ahol fagyott állapotba kerülve, bizonytalan időre inaktiválódtak. Weir vélhetően tudott a tervről, de mégis végrehajtotta, így maga is az űrbe került. Jelenleg is ott lebeg.